# ズザンネ・ロータ
ズザンネ・ロター（Susanne Lothar, 1960年11月15日 - 2012年7月25日）は、ドイツの女優。ハンブルク出身。

## 略歴
父は俳優のハンス・ロター（Hanns Lothar、1967年死去）、母は女優のイングリッド・アンドレ。父の日本公開作に『網（ネット）』（1959年）、『ワン、ツー、スリー/ラブハント作戦』（1961年）がある。ウルリッヒ・ミューエと結婚し、2児をもうけた。
ハンブルク演劇音楽大学で演技を学んだ後、舞台を中心に女優として活動する。1983年、『Eisenhaus』で映画デビュー。夫ウルリッヒ・ミューエの遺作となった『Nemesis』で夫婦共演。
2012年7月25日、ベルリンで死去。51歳没。

## 出演作品
- ファニーゲーム Fanny Games (1997)
- カフカの「城」 Das Schloß (1997)
- ピアニスト La Pianiste (2001)
- Nemesis (2007)
- 愛を読むひとThe Reader (2008)
- 白いリボンDas weiße Band (2009)
- 名探偵ポワロ 『オリエント急行の殺人』 (2010) - ヒルデガード・シュミット
- あの日 あの時 愛の記憶 Die verlorene Zeit (2011)
- アンナ・カレーニナ Anna Karenina (2012)